# Amphiprion akallopisos
Il pesce pagliaccio salmone (Amphiprion akallopisos Bleeker, 1853), detto anche pesce pagliaccio con la banda sul naso, è un piccolo pesce d'acqua salata appartenente alla famiglia Pomacentridae.

## Distribuzione e habitat

### Distribuzione
Endemico in tutto l'Oceano Indiano e nell'Oceano Pacifico occidentale: dalle coste dell'Africa orientale (comprese le isole Zanzibar, Pemba, Madagascar, Seychelles), fino alla Malesia, a Sumatra e a Giava, dove è comune soprattutto nelle coste dell'Oceano Indiano; le popolazioni presenti nel Pacifico occidentale possono ibridarsi con Amphiprion sandaracinos a cui è strettamente imparentato.

### Habitat
Il pesce pagliaccio salmone vive nelle barriere coralline, dove può essere trovato tra 1 e 30 m di profondità (è limitato a basse profondità per la presenza delle zooxantelle simbionti nell'anemone di mare con il quale sono sempre associati, che dipendono dai raggi solari per la fotosintesi).

## Descrizione
Presenta un corpo romboidale piuttosto sviluppato in lunghezza e molto compresso lateralmente; il peduncolo caudale è robusto; la bocca, proporzionalmente più grande rispetto agli altri pesci pagliaccio, è in posizione terminale e rivolta verso l'alto, è dotata di labbra carnose protattili e di denti conici, piccoli ma aguzzi. La pinna caudale è tronca, leggermente arrotondata; la pinna dorsale, poco sviluppata, ha una conformazione asimmetrica con la parte posteriore più sviluppata in altezza dell'anteriore; la pinna dorsale, sostenuta da 8 o 9 spine rigide e da 17 / 20 raggi molli, termina con un apice arrotondato che non arriva alla pinna caudale; la pinna anale, anch'essa poco sviluppata e sorretta da 2 spine rigide e 12 / 14 raggi molli, arriva a sfiorare il peduncolo caudale; le pinne pettorali sono di forma trapezoidale, molto sviluppate, sia in lunghezza che in altezza, e con le punte arrotondate; le pinne ventrali sono più piccole.
La livrea, molto simile a quella di Amphiprion sandaracinos a cui è strettamente imparentato, è di un bel giallo uovo, leggermente più scuro sul dorso in prossimità della testa, con sfumature più chiare verso la coda; sul dorso si estende una barra chiara, bianca o leggermente turchese, che dall'attaccatura della pinna caudale arriva quasi alla bocca senza estendersi al labbro superiore (al contrario, in Amphiprion sandaracinos la barra bianca dorsale si estende fino a toccare il labbro superiore).

## Biologia
I pesci pagliaccio sono solitamente territoriali, tuttavia molte specie vivono in piccoli gruppi su uno o più anemoni contigui, viste anche le piccole dimensioni di questi pesci. L'organizzazione sociale prevede una gerarchia di dominanza lineare. Solitamente il gruppo vede a capo una femmina dominante, la matriarca. Il suo compagno maschio è l'unico sessualmente maturo, mentre gli altri componenti sono individui non ancora maturi, che vivono nelle vicinanze dell'anemone. Alla morte della femmina il maschio dominante cambia sesso e matura, assumendone il posto, mentre tutto il resto dei maschi immaturi slitta avanti di un posto nella gerarchia.

### Simbiosi con gli anemoni di mare

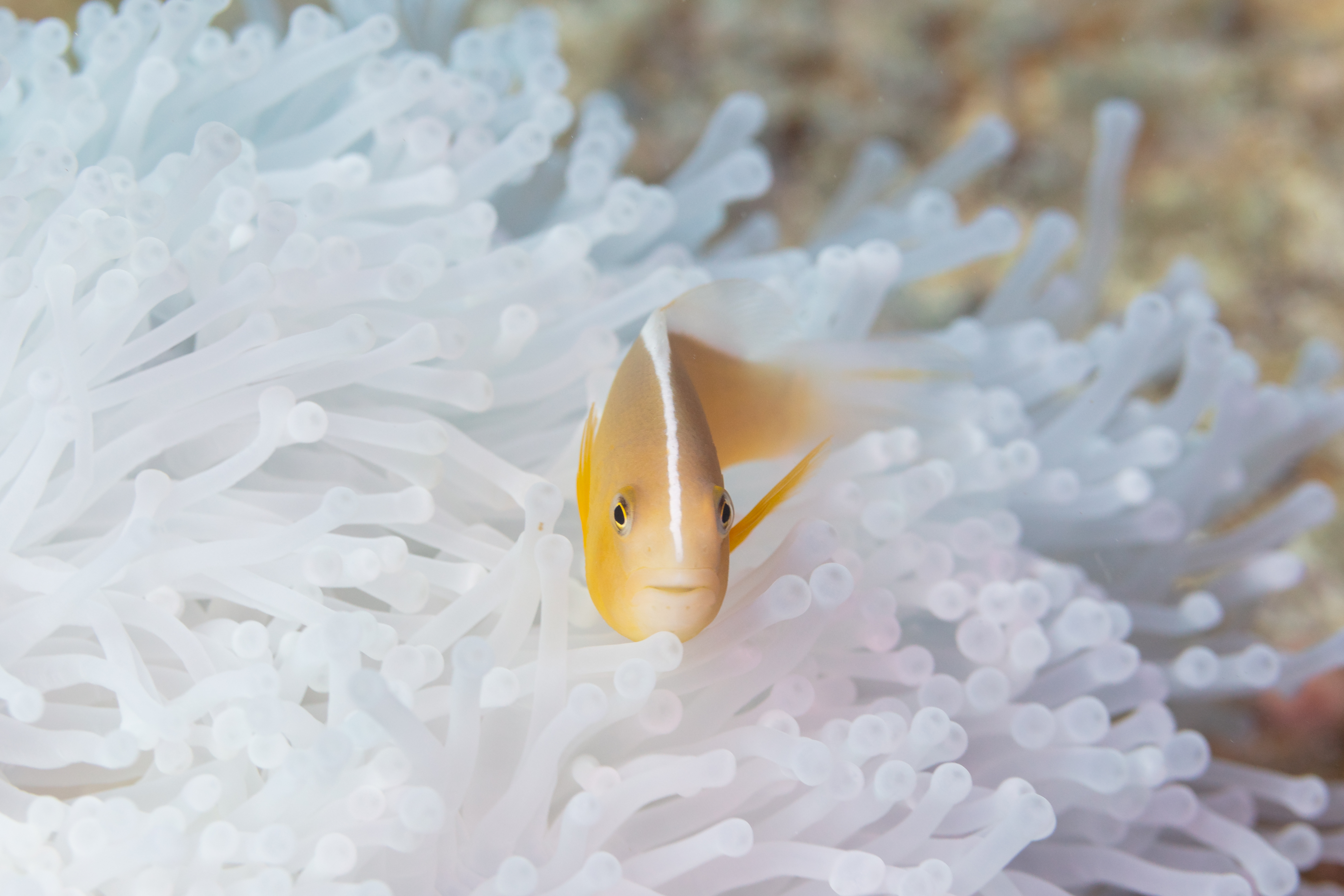
Un pesce pagliaccio salmone tra i tentacoli dell'anemone Radianthus magnifica

La particolarità per cui sono conosciuti tutti i pesci pagliaccio è la loro comune associazione mutualistica con alcune specie di anemoni di mare. Questi pesci si rifugiano tra i tentacoli dell'anemone, immuni alle punture urticanti delle sue nematocisti, e oltre a proteggersi dai predatori si nutrono degli avanzi e tengono pulito l'anemone dai parassiti. In particolare, il pesce pagliaccio salmone vive in simbiosi con gli anemoni Radianthus magnifica e Stichodactyla mertensii.
L'esatto meccanismo che consenta al pesce l'immunità alle punture è tuttora oggetto di dibattito. Una prima teoria ipotizza che il muco che ricopre il pesce pagliaccio sia basato su glucidi, piuttosto che su proteine, e ciò impedisca alle cellule urticanti dell'anemone di riconoscerlo come cibo[senza fonte]. Secondo un'altra teoria, il muco del pesce imita la superficie esterna dell'anemone; questa possibilità è sostenuta dal fatto che un pesce pagliaccio impiega alcuni giorni per adattarsi ad una nuova specie di anemone con la quale viene posto a contatto[senza fonte].

## Riproduzione
Curiosa è la particolarità che questi pesci pagliaccio, come gli altri congeneri, nascano tutti maschi; poi, in un gruppo di tre o quattro individui, in proporzione alla grandezza dell'anemone ospite, si instaura una particolare gerarchia, il maschio più adulto diventa femmina, accoppiandosi con il maschio dominante mentre i maschi più piccoli rimangono in attesa; quando la femmina muore il maschio dominante cambia di sesso e diventa lui stesso femmina mentre il più adulto dei maschi in attesa diventa il dominante; questa caratteristica si chiama ermafroditismo proterandrico e permette che nel gruppo rimanga sempre una femmina e più maschi e che i giovani maschi possano circolare liberamente tra un'attinia ed un'altra alla ricerca di un territorio in maniera da disperdere il più possibile il patrimonio genetico. Generalmente il cambio di sesso avviene raggiunta una lunghezza di 7,2 cm (normalmente completo in 63 giorni).

## Alimentazione
Il pesce pagliaccio salmone è onnivoro e si nutre di piccoli gamberetti, plancton, alghe e copepodi.